# Kotraža (Stragari)
Pour les articles homonymes, voir Kotraža.
Kotraža (en serbe cyrillique : Котража) est un village de Serbie situé dans la municipalité de  Stragari (Kragujevac), district de Šumadija. Au recensement de 2011, il comptait 187 habitants.

## Démographie
| 1948 | 1953 | 1961 | 1971 | 1981 | 1991 | 2002 | 2011 |
| ---- | ---- | ---- | ---- | ---- | ---- | ---- | ---- |
| 616  | 531  | 513  | 422  | 356  | 255  | 304  | 187  |

|  |